# David Coburn (chính khách)
David Adam Coburn (sinh ngày 11 tháng 2 năm 1959) là một chính khách và doanh nhân người Scotland, từng là Thành viên của Nghị viện Châu Âu tại Scotland từ 2014 đến 2019. Ông là Lãnh đạo của Đảng Độc lập Anh (UKIP) tại Scotland cho đến khi ông rời khỏi vào tháng 12 năm 2018.

## Tuổi thơ và sự nghiệp
Coburn được sinh ra ở Glasgow, Scotland. Ông học luật tại Đại học Leeds, nhưng không tốt nghiệp với bằng cấp. Ông làm việc như một đại lý nghệ thuật và thương nhân tài chính của Thành phố Luân Đôn trước khi sở hữu một công ty vận tải hàng hóa.

## Đời tư
Coburn là người đồng tính. Ông nói tiếng Pháp trôi chảy và tiếng Ả Rập đàm thoại.